# Let L-13
Der L-13 Blaník ist ein doppelsitziges Segelflugzeug der tschechischen Firma LET. Der Spitzname Blechnik geht auf sein Baumaterial zurück.

## Geschichte
Die Konstruktion aus dem Jahr 1956 stammt von Karel Dlouhy und seinem Team. Die ehemals staatlichen tschechoslowakischen Flugzeugwerke LET in Kunovice, Südmähren, stellten bis 1978 rund 2.700 Einheiten dieses Musters her. Damit ist der L-13 Blaník das derzeit zahlenmäßig meistverbreitete Segelflugzeug weltweit. Das Flugzeug ist nach dem tschechischen Berg Blaník benannt, in den sich nach einer Sage nach die letzten hussitischen Streiter zurückgezogen haben. Auch entstand der mit einem Jawa-Motor M-150 und Zweiblatt-Holzluftschraube V-210 ausgerüstete eigenstartfähige Motorsegler L-13J, der 1968 erstmals vorgestellt wurde. Zehn Jahre später entstand ein weiterer Motorsegler mit komplett umgestaltetem Rumpfvorderteil, nebeneinander liegenden Sitzen und einem Mikron-IIIA-Triebwerk. im Bug unter der Bezeichnung L-13SW „Vivat“. Seit 1981 wird das Nachfolgemodell L-23 Super Blaník gebaut, mit dem LET versucht, an die Erfolge des L-13 anzuknüpfen. Der Segelflug-Index beträgt 78.

## Konstruktion

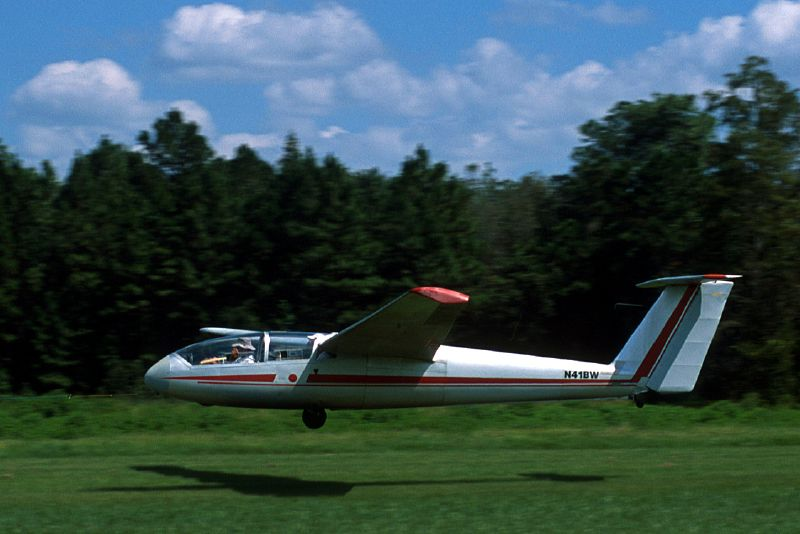
L-23 Superblaník, Weiterentwicklung des L-13 mit T-Leitwerk

Der L-13 Blaník ist ein zweisitziger freitragender Schulterdecker in Ganzmetall-Bauweise mit Normalleitwerk. Die Pilotensitze sind hintereinander angeordnet, die Kabinenhaube ist mehrteilig, das Mittelteil kann zum Einsteigen nach rechts aufgeklappt werden. Die Steuerflächen sind stoffbespannt. Die Tragflügel haben einen trapezförmigen Grundriss mit leicht negativer Pfeilung (Vorpfeilung). Sie sind mit einfachen Hinterkanten-Landeklappen und DFS-Störklappen versehen. Das Hauptfahrwerk ist gefedert und kann teilweise eingefahren werden: dann ragt das Rad noch leicht aus dem Rumpf, ist aber nicht mehr gefedert.
Der Nachfolger L-23 Superblaník hat ein T-Leitwerk, eine zweiteilige Haube und keine Landeklappen. Die Flugeigenschaften sind ähnlich.
Die Blanik Aircraft CZ s.r.o. arbeitet zurzeit an der Weiterentwicklung L23NG mit Winglets, verbesserter Rumpfform, einteiliger Haube und leicht verbesserten Flugleistungen (Gleitzahl 31).

## Nutzung
Die Blaník war ursprünglich als Basistrainer für die Luftstreitkräfte des Warschauer Paktes konzipiert. Da sie mit einem Wendezeiger ausgestattet war, wurde sie auch mit abgedecktem Schülerplatz zur Blindflugschulung eingesetzt. Durch die Verwendung eines gefederten Fahrwerks wurde die Blaník zu einem beliebten Schulflugzeug in Segelflugvereinen, da auch harte Landungen kompensiert werden. Eine als TG-10B Merlin bezeichnete Variante der L-23 Super Blaník war von 2002 bis 2012 beim Air Education and Training Command der United States Air Force Academy als Anfänger-Schulflugzeug im Einsatz. Aufgrund der ungewöhnlich hohen Wendigkeit und der hohen Höchstgeschwindigkeit (250 km/h) wird die Blaník oft für Kunstflug verwendet.

## Materialermüdung am Tragflächenholm
In den Jahren 2010 bis 2012 war ein Großteil der weltweit noch zugelassenen Blaník-Flugzeuge Gegenstand einer Reihe von behördlichen Startverboten, sie waren gegroundet.
Am 12. Juni 2010 ereignete sich in der Nähe von Ferlach in Kärnten ein Unfall, bei dem an einem Blaník L-13 eine Tragfläche im Flug abbrach. Nachdem sich bei den Unfalluntersuchungen bald herausstellte, dass der Holmuntergurt am Rumpfanschluss aufgrund Ermüdungsrissen versagt hatte und ein solcher Mangel an anderen Blaníks ebenfalls nicht ausgeschlossen werden kann, wurde von der EASA zuerst am 18. Juni 2010 eine Überprüfung der Holme aller in Betrieb befindlichen Blaníks sowie ein Verbot von Kunstflugfiguren angeordnet, am 5. September 2010 folgte ein generelles Startverbot für alle L-13 und L-13a. Diese behördliche Verfügung wurde wieder aufgehoben, nachdem die einzelnen Flugzeuge bestimmte Voraussetzungen erfüllen. Dazu ist es im Regelfall erforderlich, die betroffenen Bereiche an den Tragflächen eingehend auf Rissbildung zu untersuchen und einen strukturellen Verstärkungssatz zu installieren. Nach den vollzogenen Modifikationen erlangt der Blaník wahlweise eine maximale Flugstunden-Lebensdauer von 3.750 Stunden mit 2 % Kunstfluganteil (entsprechend der ursprünglichen Zulassung der EASA) oder 5000 Flugstunden bei Normalbetrieb ohne Kunstflugzulassung.
Das Nachfolgermodell L-23 Superblaník ist vom Problem nicht betroffen und hat eine Lebensdauer von 6000 Stunden mit bis zu 2 % Kunstfluganteil.

## Technische Daten

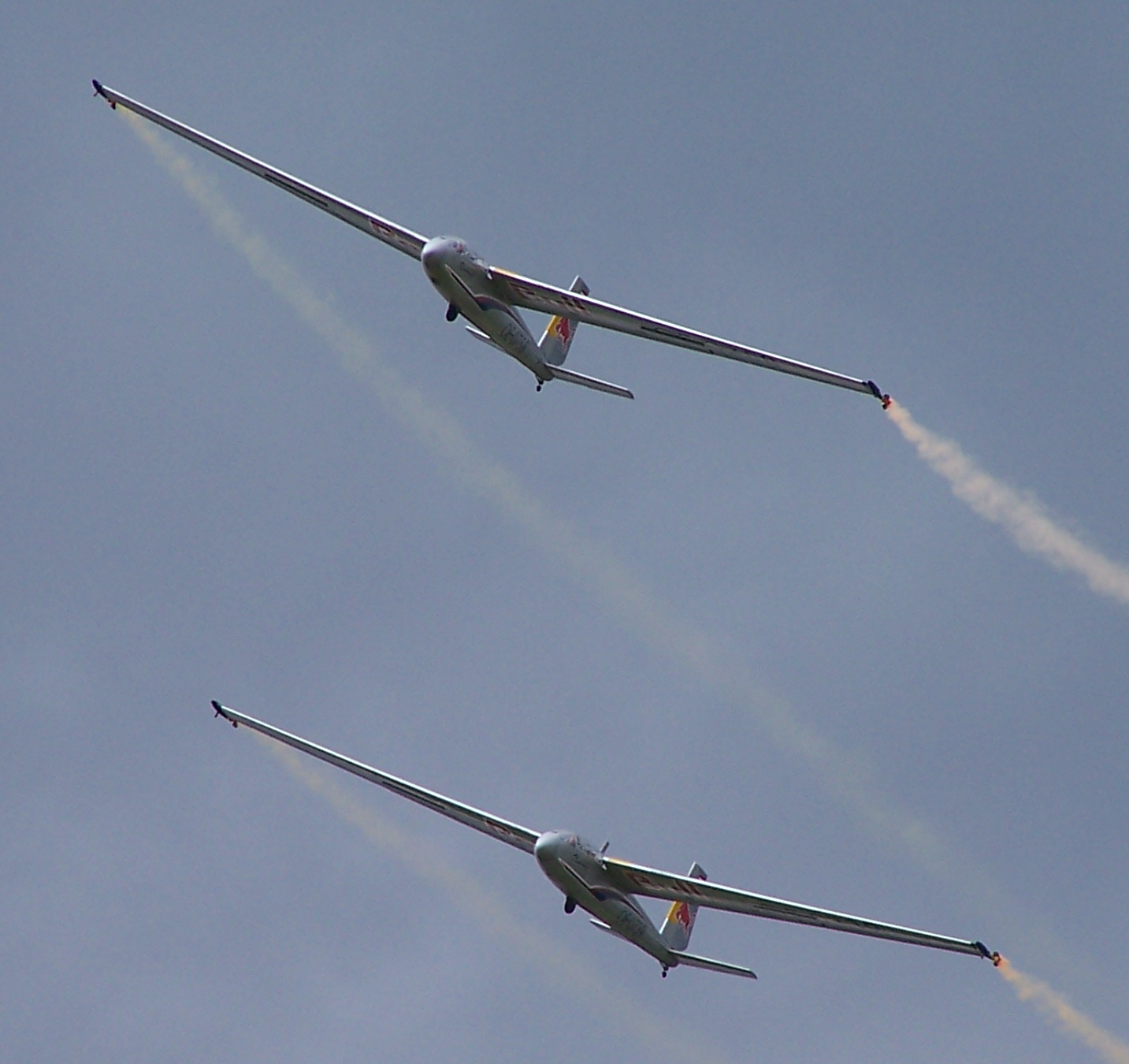
Blaník bei einer Kunstflugvorführung

| Kenngröße               | Daten (L-13 Blaník)                                     | Daten (L-13SW Vivat)                  |
| ----------------------- | ------------------------------------------------------- | ------------------------------------- |
| Besatzung               | 2                                                       | 2                                     |
| Länge                   | 8,40 m                                                  | 8,20 m                                |
| Spannweite              | 16,20 m                                                 | 17,00 m                               |
| Höhe                    | 2,08 m                                                  | 2,30 m                                |
| Flügelfläche            | 19,15 m²                                                |                                       |
| Flügelstreckung         | 13,7                                                    |                                       |
| Flächenbelastung        | ca. 19–26 kg/m²                                         |                                       |
| Profil                  | Flügelwurzel: NACA 63²A-615 Flügelspitze: NACA 63²A-612 |                                       |
| Gleitzahl               | 28 bei 90 km/h                                          | 24                                    |
| geringstes Sinken       | ca. 0,82 m/s bei 77 km/h                                | 1,97 m/s bei 100 km/h                 |
| Leermasse               | ca. 292 kg                                              | 440 kg                                |
| Nutzlast                |                                                         | 215 kg                                |
| max. Startmasse         | 500 kg                                                  | 670 kg                                |
| Antrieb                 | –                                                       | ein Walter Mikron IIIA, 65 PS (48 kW) |
| Höchstgeschwindigkeit   | 253 km/h                                                | 245 km/h                              |
| Reisegeschwindigkeit    |                                                         | 200 km/h                              |
| Manövergeschwindigkeit  | 145 km/h                                                |                                       |
| Überziehgeschwindigkeit | 55 km/h                                                 |                                       |
| Steiggeschwindigkeit    |                                                         | 3,2 m/s                               |
| Rollrate                | 4 s bei 90 km/h (L-23) −45° bis +45°                    |                                       |
| Start- /Landestrecke    |                                                         | 520 m auf 15 m / 370 m aus 15 m       |
| Reichweite              |                                                         | 850 km                                |

## Bilder

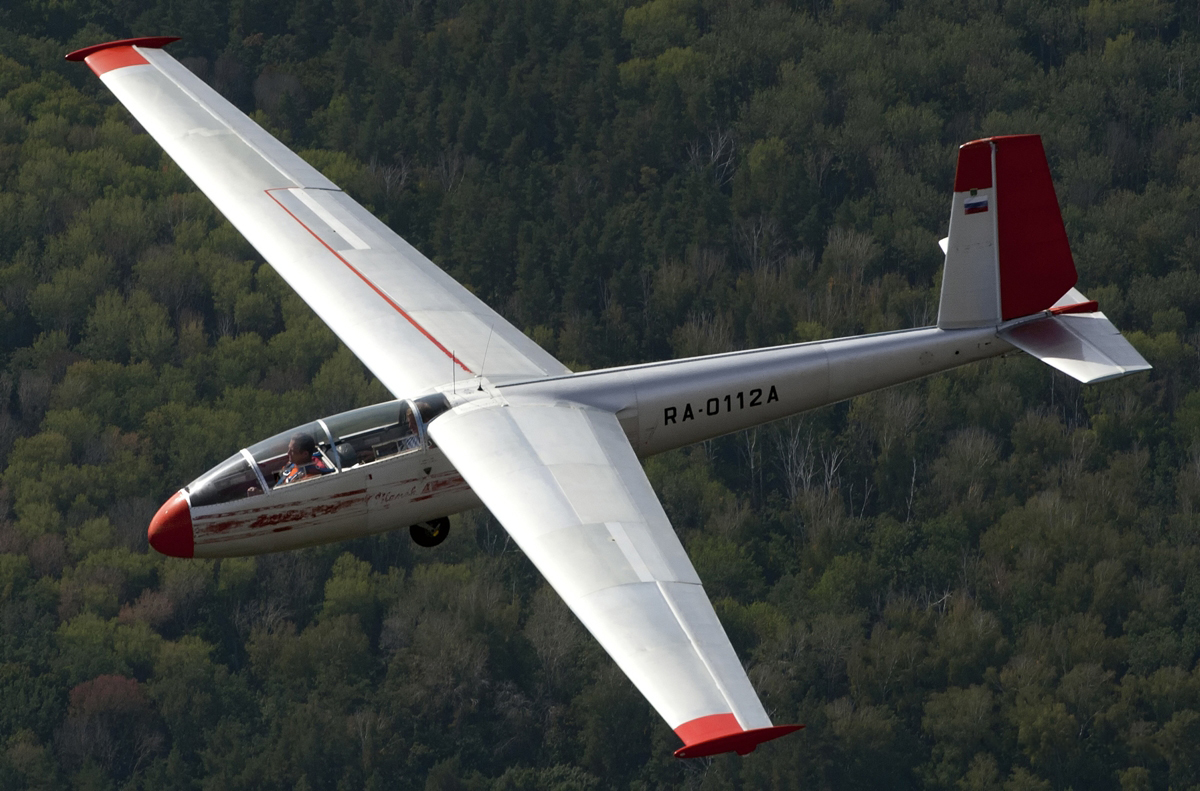
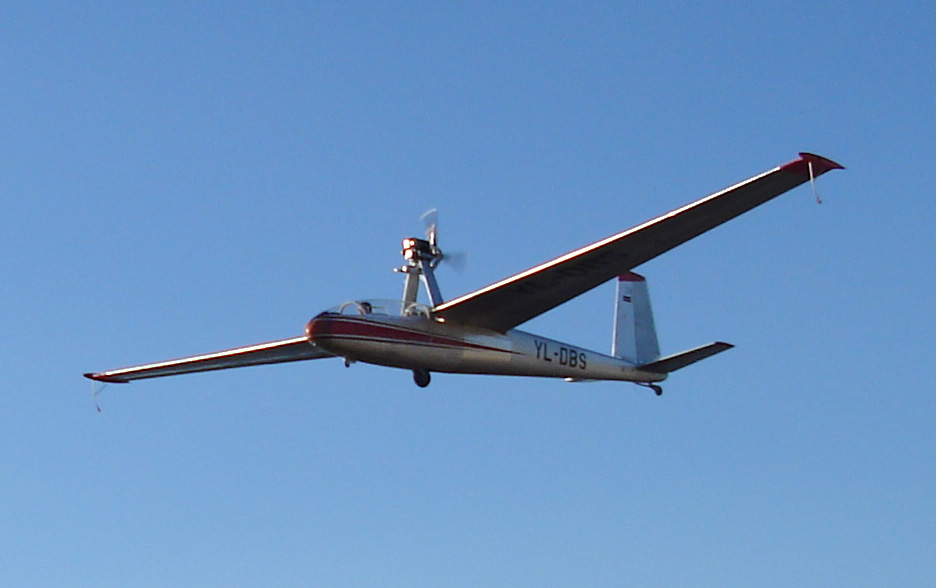
Motorsegler L-13M
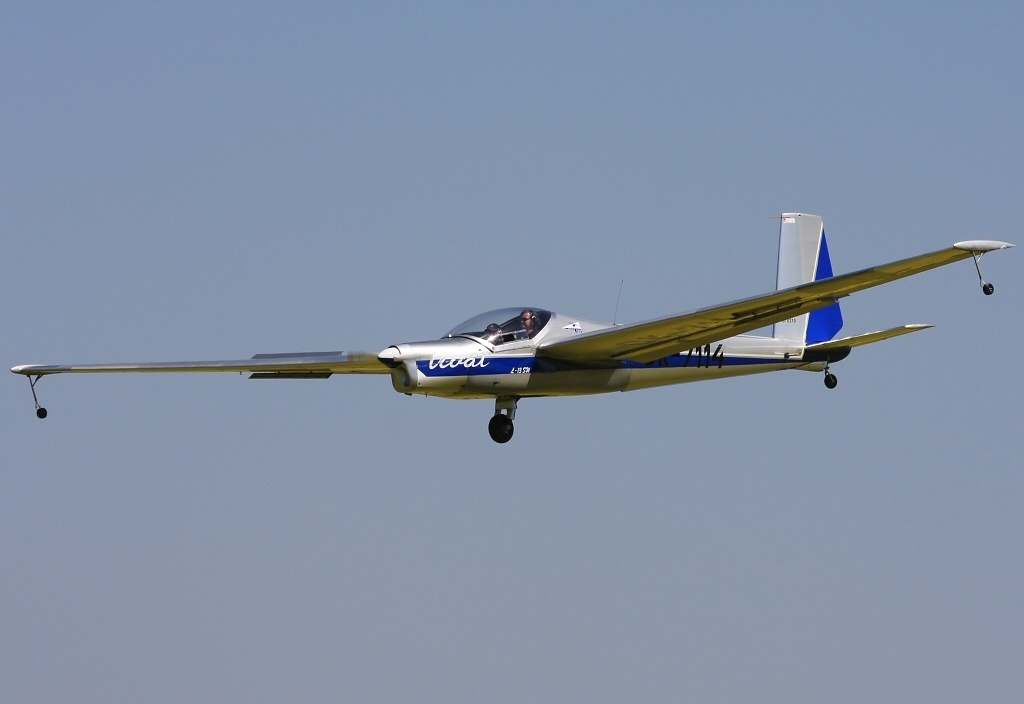
Motorsegler L-13SW
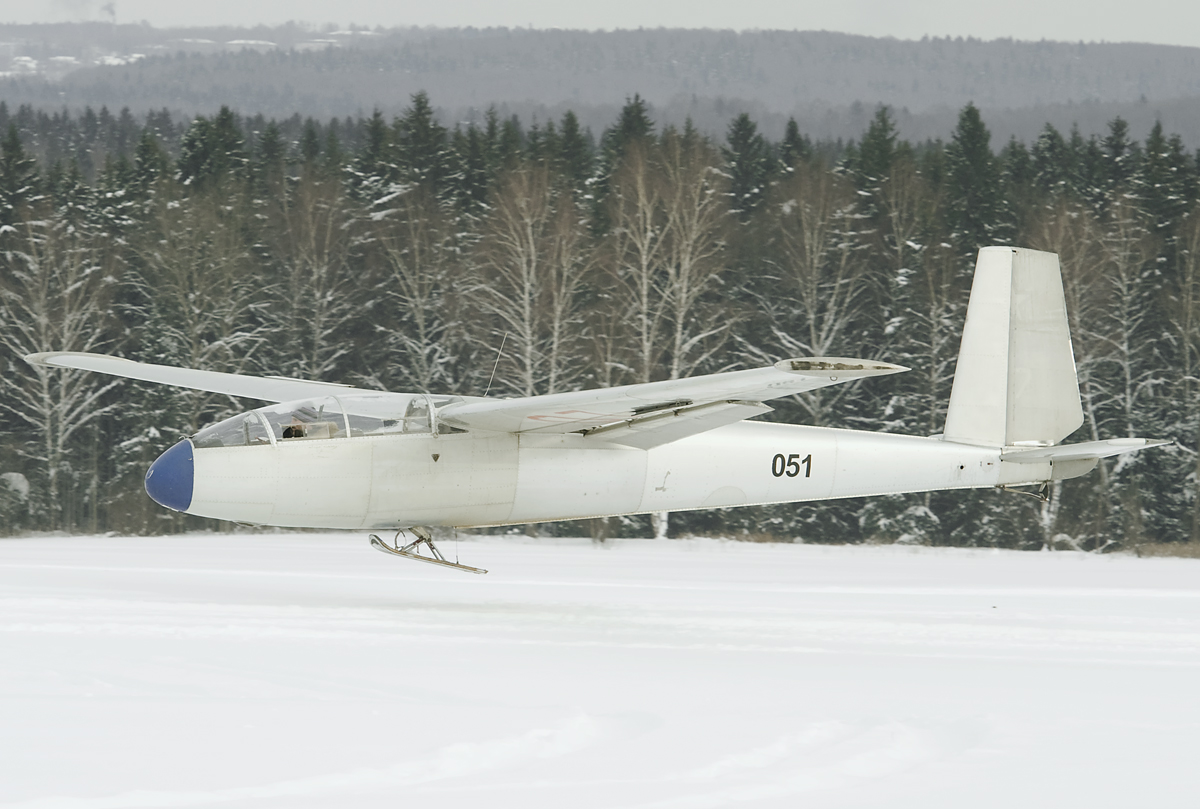
Landung mit Kufenfahrwerk, Fowler-Klappe ausgefahren
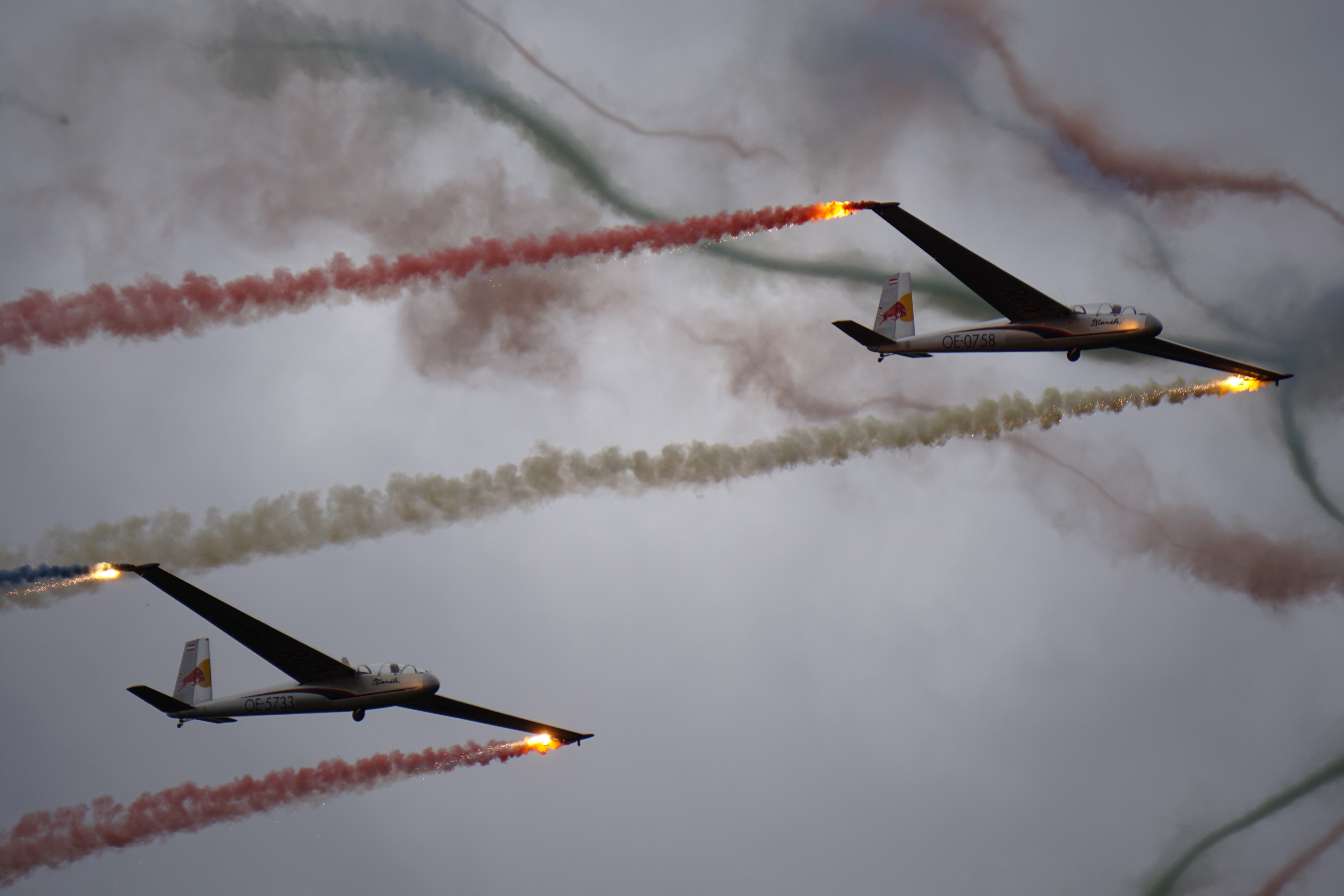
OE-0758 und OE-5733